# Macrosphenus pulitzeri
Macrosphenus pulitzeri е вид птица от семейство Macrosphenidae. Видът е застрашен от изчезване.

## Разпространение
Видът е разпространен в Ангола.